# جاردین ماتسون

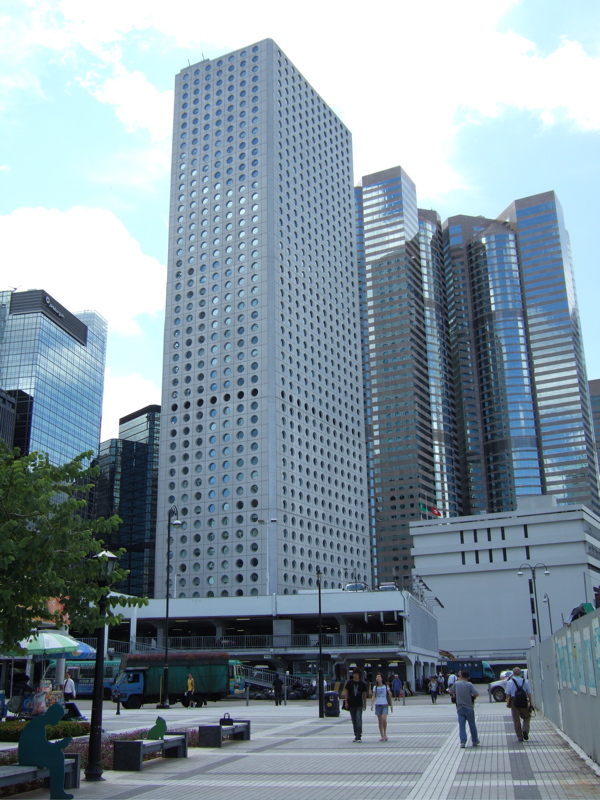
ساختمان جاردین هاوس، دفتر مرکزی شرکت جاردین ماتسون در هنگ کنگ

جاردین ماتسون (به انگلیسی: Jardine Matheson) شرکت هلدینگ خوشه‌ای هنگ کنگی است، که در زمینه ارائه خدمات مالی و بانکداری، املاک و مستغلات، خرده‌فروشی، ترابری ریلی، خدمات لجستیک و ترابری دریایی، هتلداری و گردشگری و تجارت قطعات خودرو فعالیت می‌کند.
شرکت جاردین ماتسون در سال ۱۸۳۲ در قالب یک شرکت بازرگانی توسط دو بازرگان اسکاتلندی بنام‌های؛ ویلیام جاردین و جیمز ماتسون در شهر گوانگ‌ژو، چین تأسیس شد.
شرکت جاردین در سال ۲۰۱۳ با ارزش بازار سرمایه‌ای بالغ بر ۴۳ میلیارد دلار، در فهرست فوربز جهانی ۲۰۰۰ در رتبه ۲۰۸ از بزرگترین شرکت‌های جهان قرار گرفت.
دفتر مرکزی این شرکت در برج جاردین هاوس، هنگ کنگ قرار دارد و دفتر عملیاتی آن نیز در شهر همیلتون، برمودا مستقر می‌باشد.
بخشی از سهام شرکت جاردین ماتسون در بازارهای بورس لندن و بورس سنگاپور معامله می‌شود. خانواده کزیک هم‌اکنون مالکیت اکثریت سهام این شرکت را در اختیار دارد.
جاردین ماتسون نقش مهمی در تاریخ استعمار هنگ کنگ بریتانیا، جنگ‌های تریاک در تاریخ چینی و اشغال ژاپن ایفا کرد.